# Тарлаули
Тарлаули́ (каз. Тарлаулы) — село у складі Аягозького району Абайської області Казахстану. Адміністративний центр Тарлаулинського сільського округу.
Населення — 1137 осіб (2021; 1928 у 2009, 2577 у 1999, 2260 у 1989).
Національний склад станом на 1989 рік:
- казахи — 100 %